# 여자 없는 남자들 (무라카미 하루키의 단편집)
《여자 없는 남자들》(女のいない男たち)은 2014년 발간된 일본의 작가 무라카미 하루키의 단편선이다. 이야기의 대부분은 사별이나 외도로 연인이나 아내로서의 여자를 상실한 남자 주인공에 대해 다루고 있다.
한국어판은 2014년 문학동네를 통해 출간되었다(양윤옥 역, ISBN 9788954625586).
첫 번째 단편 〈드라이브 마이 카〉는 2021년 하마구치 류스케 감독의 동명의 영화로 영화화되었다.

## 수록작
- 〈드라이브 마이 카〉(ドライブ・マイ・カー)
- 〈예스터데이〉(イエスタデイ)
- 〈독립기관〉(独立器官)
- 〈셰에라자드〉(シェエラザード)
- 〈기노〉(木野)
- 〈사랑하는 잠자〉(恋するザムザ) - 해당 작품은 일본어판에는 빠져 있으며, 해외 번역판에만 수록되어 있다.
- 〈여자 없는 남자들 〉(女のいない男たち)